# Fidel Villalobos
Fidel Villalobos ist ein ehemaliger mexikanischer Fußballspieler, der vorwiegend im Mittelfeld agierte. 

## Laufbahn
Villalobos begann seine fußballerische Laufbahn beim seinerzeit noch für seine hervorragende Nachwuchsarbeit bekannten Club Deportivo Imperio und gehörte zum Kader der mexikanischen Fußballnationalmannschaft, die am olympischen Fußballturnier 1948 teilnahm.
Nach den Olympischen Sommerspielen 1948 unterzeichnete Villalobos einen Profivertrag beim amtierenden mexikanischen Meister León Fútbol Club, mit dem er in der Saison 1948/49 sowohl den Meistertitel als auch den Pokalsieg feiern durfte und somit kampflos auch noch den Supercup gewann.
1950 nahm Villalobos mit Mexiko am Fußballturnier der Zentralamerika- und Karibikspiele teil.

## Erfolge
- Mexikanischer Meister: 1949
- Mexikanischer Pokalsieger: 1949
- Supercup: 1949